# La Quintana (les Preses)
la Quintana és un mas a l'est del nucli de les Preses (la Garrotxa). Es tracta d'un edifici civil orientat a sud amb teulada a dues vessants. A la part davantera hi ha un pati envoltat per un mur. Per la part del darrere i adossada a la casa hi ha una masoveria, una era i una pallissa. El mas Quintana fa honor a la seva situació i el seu topònim és apropiat, ja que està rodejat de camps. Per la seva morfologia no sembla una construcció gaire antiga. La única única data que existeix, una llinda datada l'any 1769. La del segle xviii permet fer la hipòtesi que l'actual construcció data d'aquest segle, si bé presenta moltes modificacions posteriors.